# Быз (Кировская область)
Быз — деревня в Вятскополянском районе Кировской области в составе Кулыжского сельского поселения.

## География
Расположена недалеко от правого берега реки Вятка на расстоянии примерно 12 км по прямой на восток-юго-восток от города Вятские Поляны.

## История
Известна с 1717 года как русская деревня Быз с 3 дворами, в 1770 году 50 жителей, в 1802 18 дворов. В 1873 году здесь дворов 37 и жителей 243, в 1905 53 и 336, в 1926 63 и 320, в 1950 73 и 275, в 1989 30 человек. 

## Население
Постоянное население составляло 6 человек (русские 100%) в 2002 году, 8 в 2010.